# Małżeństwo osób tej samej płci na Tajwanie
Małżeństwa osób tej samej płci są na Tajwanie legalne od 24 maja 2019.
24 maja 2017 sąd konstytucyjny Tajwanu wydał wyrok, w którym uznał przepis kodeksu cywilnego dopuszczający wyłącznie małżeństwa osób przeciwnej płci za niezgodny z Konstytucją. Sąd dał parlamentowi (Yuanowi Ustawodawczemu) dwa lata na wprowadzenie odpowiednich zmian legislacyjnych. W przypadku niewprowadzenia takich zmian pary tej samej płci miały uzyskać prawo do zawarcia małżeństwa poprzez złożenie w urzędzie stanu cywilnego stosownego oświadczenia podpisanego przez co najmniej dwóch świadków. Sprawę do sądu konstytucyjnego wniósł Chi Chia-wei, od lat 1970. działający na rzecz praw LGBT. W momencie wydania orzeczenia w Yuanie Ustawodawczym ustawa dotycząca równości małżeńskiej, złożona przez rządzącą Demokratyczną Partię Postępową, oczekiwała już na drugie czytanie, jednak ze względu na dużą mobilizację konserwatywnej opozycji jej los był uważany za niepewny.
Ostatecznie rządowy projekt ustawy został przyjęty tydzień przed wyznaczonym przez sąd konstytucyjny terminem, 17 maja 2019. Tajwan jest tym samym pierwszym krajem w Azji, który wprowadził równość małżeńską.